# Karl Albrecht von Frisching
Karl Albrecht von Frisching (* 29. Oktober 1734 in Bern; † 24. Oktober 1801 ebenda) war Schweizer Politiker und zuerst Mitglied des provisorischen Vollziehungsausschusses, dann des Vollziehungsrats der Helvetischen Republik.

## Leben
Karl Albrecht entstammte der Patrizierfamilie Frisching. Er war Sohn des Vinzenz, der Offizier und Landvogt war, und der Margarethe Fischer. Sein Bruder war Franz Rudolf Frisching. Nach Promotion an der Hohen Schule Bern 1749 unternahm er Reisen. 1764 begann seine politische Karriere mit der Wahl in den Grossen Rat Berns. 1774 wurde er Schultheiss von Thun und 1780 wurde er in den Kleinen Rat der Stadt und Republik Bern gewählt. Zwei Jahre danach wurde er Venner und 1786 Seckelmeister. Ab 1791 begann er, zum Anhänger der Französischen Revolution zu werden, da er in der Schultheissenwahl gegen einen revolutionsfeindlichen Kandidaten verloren hatte, zuvor stand er der demokratischen Gesinnung kritisch gegenüber. Da er ein geschickter Redner war, wurde er nach Einmarsch der Franzosen in die Schweiz zum Führer der Friedensverhandlungen. Am 4. März 1798 wurde er Präsident der provisorischen Regierung der neugegründeten Helvetischen Republik. 1800 wurde er in den Vollziehungsausschuss des Landes gewählt, dessen Präsidium er vom 28. Mai bis zum 25. Juni 1800 innehatte und in den Monaten August und September desselben sowie im März des darauffolgenden Jahres Präsident des ersten Vollziehungsrates.